# سرژ خوتسیف
سرژ خوتسیف، موسیقی‌دان، نوازندهٔ ویلن و رهبر ارکستر اهل روسیه بود. او مدتی رهبر ارکستر سمفونیک تهران بود. او همسر بانو توران اعلم، دختر دکتر امیراعلم، مدیرکل وزارت فرهنگ، و نماینده ایران در یونسکو بود.

## زندگی هنری
سرژ خوتسیف نوازنده و مدرس ویلن، از شاگردان لئوپولد آئر بود که به همراه برادرش «میشل خوتسیف» (نوازندهٔ ویلنسل) از روسیه گریخته و به ایران مهاجرت کرده بودند. او در هنرستان عالی موسیقی به آموزش ویلن مشغول شد و رهبری ارکستر هنرستان را بر عهده گرفت. در سال ۱۳۳۲ مرتضی حنانه که در آن زمان رهبر ارکستر سمفونیک تهران بود، با اخذ بورسیه به ایتالیا سفر کرد، در این هنگام رهبری ارکستر سمفونیک تهران به سرژ خوتسیف سپرده شد. او نخستین کنسرت خود را به همراه ارکستر سمفونیک تهران، در اسفند سال ۱۳۳۲ اجرا نمود.

## شاگردان
از جمله شاگردان سرژ خوتسیف، به نام‌های زیر می‌توان اشاره نمود:
ابوالحسن صبا، حشمت سنجری، اسماعیل زرین‌فر، امیر تیمور پورتراب، والودیا تارخانیان، مهدی مفتاح، عطاالله خادم میثاق، فریدون شهبازیان، حسین یوسف‌زمانی، مرجان قنبری‌مهر، منوچهر انصاری و…